# Gand-Wevelgem 1975
La Gand-Wevelgem 1975, trentasettesima edizione della corsa, si svolse il 9 aprile su un percorso di 250 km, con partenza a Gand e arrivo a Wevelgem. Fu vinta dal belga Freddy Maertens della Carpenter-Confortluxe-Flandria davanti ai suoi connazionali Frans Verbeeck e Rik Van Linden.

## Ordine d'arrivo (Top 10)
| Pos. | Corridore         | Squadra                        | Tempo    |
| ---- | ----------------- | ------------------------------ | -------- |
| 1    | Freddy Maertens   | Carpenter-Confortluxe-Flandria | 6h14'00" |
| 2    | Frans Verbeeck    | Maes Pils-Watney               | s.t.     |
| 3    | Rik Van Linden    | Bianchi-Campagnolo             | s.t.     |
| 4    | Gerben Karstens   | Gitane-Campagnolo              | s.t.     |
| 5    | Marc Demeyer      | Carpenter-Confortluxe-Flandria | s.t.     |
| 6    | Eddy Merckx       | Molteni-Campagnolo             | s.t.     |
| 7    | André Dierickx    | Rokado                         | s.t.     |
| 8    | Francesco Moser   | Filotex                        | s.t.     |
| 9    | Roger Swerts      | Ijsboerke-Colner               | s.t.     |
| 10   | Michel Pollentier | Carpenter-Confortluxe-Flandria | s.t.     |